# Pitcairnia amboroensis
Pitcairnia amboroensis är en gräsväxtart som beskrevs av Pierre Leonhard Ibisch och Al. Pitcairnia amboroensis ingår i släktet Pitcairnia och familjen Bromeliaceae.
Artens utbredningsområde är Bolivia. Inga underarter finns listade i Catalogue of Life.